# Luigi Negri (arcebispo)
Luigi Negri (Milão, 26 de novembro de 1941 - 31 de dezembro de 2021) foi um clérigo italiano e arcebispo católico romano de Ferrara-Comacchio.
O arcebispo de Milão, o cardeal Giovanni Umberto Colombo, ordenou-o sacerdote em 28 de junho de 1972.
Em 17 de março de 2005, o Papa João Paulo II o nomeou Bispo de San Marino-Montefeltro. O arcebispo de Milão, cardeal Dionigi Tettamanzi, consagrou-o bispo em 7 de maio do mesmo ano; Co-consagrantes foram Carlo Caffarra, Arcebispo de Bolonha, e Arcebispo Paolo Romeo, Núncio Apostólico na Itália e San Marino. Como lema escolheu Tu fortitudo mea ("Tu és a minha força"). A inauguração cerimonial (entronização) ocorreu em 22 de maio de 2005.
Em 1º de dezembro de 2012, o Papa Bento XVI nomeou ele arcebispo de Ferrara-Comacchio.
O Papa Francisco aceitou sua aposentadoria em 15 de fevereiro de 2017.
Luigi Negri foi um dos signatários de um apelo multilíngue de Carlo Maria Viganò de 7 de maio de 2020 intitulado “Veritas liberabit vos!” em latim (A verdade vos libertará, segundo Jo 8,32 UE); a Conferência Episcopal Alemã descreveu isso como um "conglomerado de mitos da conspiração e pseudociência". O recurso denuncia que os direitos e liberdades fundamentais de muitos cidadãos estão a ser “restringidos de forma desproporcionada e injustificada” a pretexto da pandemia da COVID-19; a saúde pública não deve se tornar um álibi "para liberar as autoridades civis de seu dever de agir com sabedoria para o bem comum". O texto também afirma que há dúvidas crescentes sobre o real risco de contágio do corona vírus; reportagens sobre a pandemia foram apelidadas de “alarmismo”. As medidas de contenção adotadas favoreceram a interferência de “potências estrangeiras” com graves consequências sociais e políticas, segundo o texto co-assinado por clérigos católicos, jornalistas, médicos e advogados. Há forças “interessadas em criar pânico na população” e promover “o isolamento dos indivíduos para melhor serem manipulados e controlados”. O texto foi descrito por diversos meios de comunicação como absurdo e as teses expressas como teorias da conspiração.